# Lasiosina canadensis
Lasiosina canadensis är en tvåvingeart som beskrevs av Aldrich 1918. Lasiosina canadensis ingår i släktet Lasiosina och familjen fritflugor. Inga underarter finns listade i Catalogue of Life.